# Nasięźrzał azorski
Nasięźrzał azorski (Ophioglossum azoricum C. Presl) – gatunek należący do rodziny nasięźrzałowatych (Ophioglossaceae). Występuje w Europie Zachodniej od Portugalii na południu po Grenlandię na północy, na Azorach i Maderze. W Polsce występować miał na wybrzeżu.

## Morfologia
PokrójSporofit o wysokości od 4 do 10 cm wyrastający z krótkiego kłącza, zbudowany na ogół z dwóch liści, każdy z nich jest podzielony na część wegetatywną i część zarodnionośną. Bulwiasty gametofit żyje pod ziemią, współżyje na zasadzie mykoryzy z grzybami.
Liść płonny (asymilacyjny)1-3,5 cm długości.
Kłos zarodnionośnyZ dwoma szeregami zarodni ułożonych po 6-15.

## Biologia i ekologia
Bylina. Rośnie na piaskach, łąkach i pastwiskach.

## Zagrożenia i ochrona
W Polsce gatunek prawdopodobnie wyginął. Umieszczony jest w Polskiej Czerwonej Księdze Roślin w grupie gatunków wymarłych (kategoria EX). Umieszczony jest także na Czerwonej liście roślin i grzybów Polski (2006) w tej samej kategorii.